# Гинчинская культура
Гинчинская культура — археологическая культура бронзового века (3—2 тыс. до н. э.), артефакты которой обнаружены на территории Чеченской Республики и Дагестана. Выделена в 1974 году по могильнику Гинчи в Дагестане. Возникла на базе куро-аракской культуры. Для погребений характерны каменные склепы. Обнаружены остатки кремнёвых наконечников стрел, бронзовые булавки, и другие бронзовые украшения. Использовались керамические сосуды разных типов.

## Могильник Гинчи
Могильник Гинчи находится у села Тидиб в Шамильском районе Дагестана, в Гидатлинской долине, вдоль реки Гичиноор. Он был открыт в 1956 году М. Г. Гаджиев детально изучил и описал его.
На территории могильника вскрыто 15 склепов, две детские гробницы и 15 захоронений в глиняных сосудах.

## Культура Сиони — Цопи — Гинчи
Культура Сиони-Цопи-Гинчи — это культура раннего и среднего энеолита Южного Кавказа. Также известна как 'Культура Сиони' и 'Сионская Культура'. Она датируется началом 5-го тыс. до н. э. Особенно распространялась в центре и на востоке Южного Кавказа. Её открыли в 2000-е годы. Эта культура концентрируется в бассейнах Куры и Аракса, в восточной Грузии, в Азербайджане и в Южном Дагестане.
Названа по поселениям Цопи и Сиони (Марнеульский муниципалитет) в Грузии, и Гинчи в Шамильском районе. Археологи Т. Кигурадзе и Г. Ч. Чиковани открыли эту культуру.
Поселения Сиони-Цопской культуры, как и памятники куро-аракской культуры, расположены как на равнине, так и в предгорье и горной зоне.